# Hutchinson (Minnesota)
Hutchinson è un comune degli Stati Uniti d'America, situato in Minnesota, nella contea di McLeod.